# Kiepenkerl (Münster)
Kiepenkerl és una estàtua que representa a un excursionista i que es troba a la ciutat alemanya de Münster, obra d'August Schmiemann.

## Història
Una associació de la ciutat de Münster va encarregar a l'escultor August Schmiemann que creés un monument sobre la figura del Kiepenkerl. L'estàtua, una figura de 175 cm d'alçària va tenir un cost de 2.960 marcs alemanys, i es va realitzar amb pedra d'arenisca de Baumberger. Fou inaugurada solemnement el 16 d'octubre de 1896. El monument va sobreviure als bombardejos que la ciutat va patir el 10 d'octubre de 1943. Per aquest fet, la propaganda nazi va utilitzar el monument el 1944 com a plantilla per a un pòster de propaganda amb les paraules "Trotzdem und dennoch – Wi staoht fast!" Quan els EUA van envair la ciutat l'estàtua va ser destruïda amb un tanc. Tot i això, un cop finalitzada la segona guerra mundia es va fer un concurs públic per a crear-ne una nova versió.
El 20 de setembre de 1953 el president federal Theodor Heuss va inaugurar la nova versió. Una altra còpia en acer inoxidable, va ser feta per Jeff Koons i es troba exposada actualment al Jardí d'Escultures del National Mall de Washington, DC.

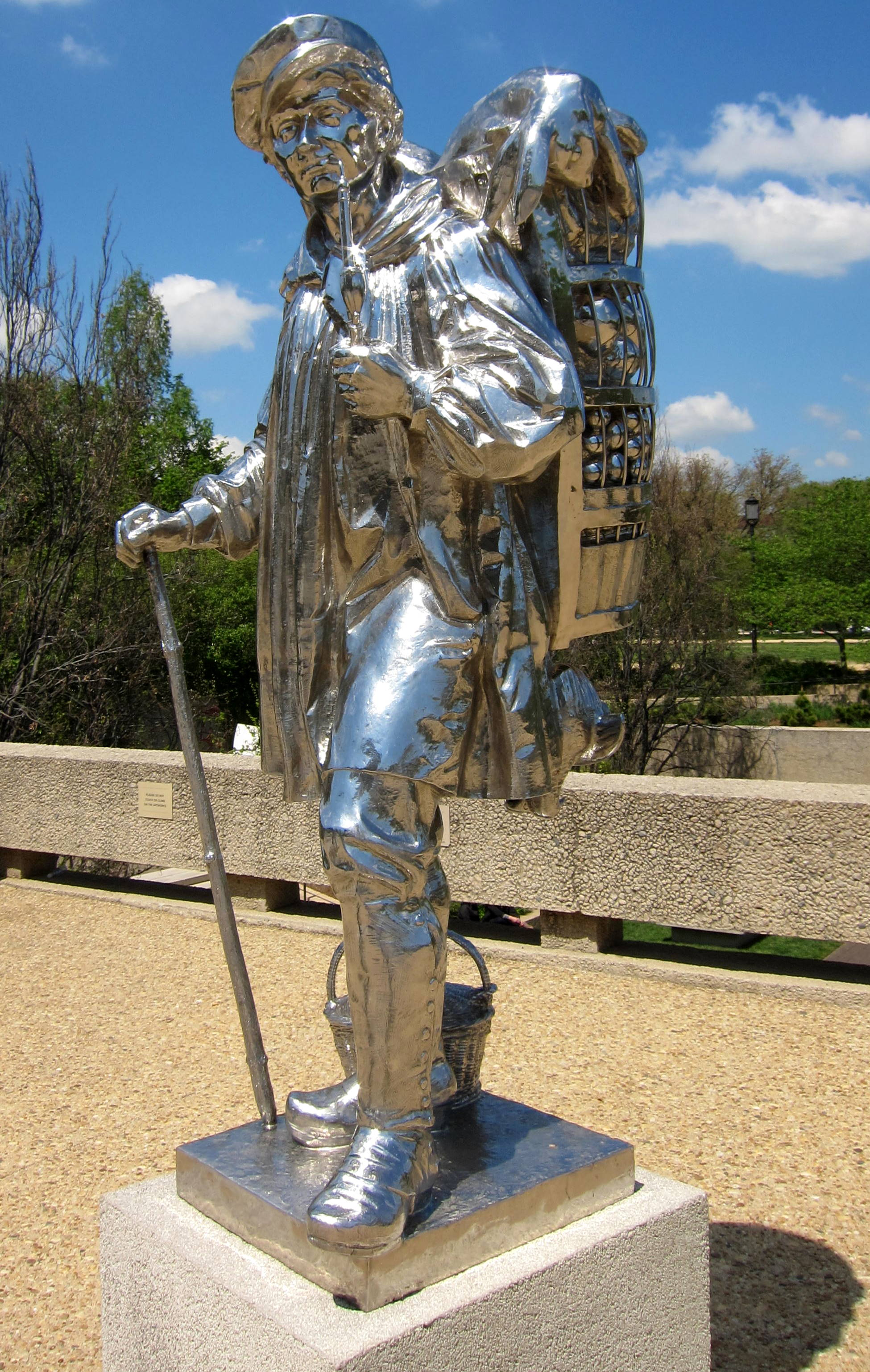
Jeff Koons: D'Acer Inoxidable Per A Copiar

## Individual proves
1. ↑  «Skulptur Projekte Archiv» (en alemany). [Consulta: 7 abril 2018].